# Rakomeryx sinclairi
Il rakomerice (Rakomeryx sinclairi) è un mammifero artiodattilo estinto, appartenente ai dromomericidi. Visse nel Miocene medio (circa 17 - 11 milioni di anni fa) e i suoi resti fossili sono stati ritrovati in Nordamerica.

## Descrizione
Questo animale era simile a un'antilope e possedeva zampe piuttosto robuste. Il cranio era dotato di corna sopraorbitali a mezzaluna, con una flangia basale poco pronunciata e dirette leggermente in avanti. Le basi delle corna erano fortemente appiattite mentre la parte centrale era rigonfia verso l'esterno. Le orbite erano spostate posteriormente. I premolari erano più ridotti rispetto a quelli di altre forme simili, come Dromomeryx, ma il quarto premolare inferiore era privo della chiusura della fossetta anteriore. Erano presenti metastilidi sui molari superiori e vi era un grande metacono sul quarto premolare superiore.  

## Classificazione
Questo animale venne descritto per la prima volta da Matthew nel 1918, sulla base di fossili ritrovati nella formazione Olcott del Nebraska. Lo studioso descrisse questi resti come Cervavus sinclairi, e fu solo nel 1937 che Frick ritenne opportuno istituire il nuovo genere Rakomeryx per questa specie. Altri fossili di Rakomeryx sono poi stati scoperti in Florida, Montana, California e Oregon, a testimoniare una larga diffusione di questa forma.
Rakomeryx sinclairi è un rappresentante dei dromomericidi, un gruppo di artiodattili tipicamente nordamericani forse imparentati con i cervidi. In particolare, Rakomeryx fa parte di una radiazione di dromomericidi di cui fanno parte anche Drepanomeryx e Dromomeryx, caratterizzati da corna a mezzaluna; Drepanomeryx le possedeva rivolte verso l'indietro, mentre Rakomeryx le aveva leggermente rivolte in avanti e si trova in una posizione evolutiva intermedia, poiché in Dromomeryx le corna erano nettamente ricurve verso l'avanti. 